# Stemma dell'Indiana

Stemma dell'Indiana

Lo stemma dell'Indiana (ufficialmente in inglese Seal of the State of Indiana, ossia Sigillo dello Stato dell'Indiana) è stato modificato attraverso diverse revisioni in quanto la regione faceva parte del Territorio del nord-ovest. Probabilmente il sigillo originale, che è simile a quello attuale, è stato creato da William Henry Harrison durante il suo periodo di amministrazione del territorio dell'Indiana (1801-1812). Il disegno attuale è stato ufficialmente adottato come stemma nel 1963.
Il sigillo è di forma circolare. Nella metà superiore del margine è posta la scritta Seal of the State of Indiana, mentre in quella inferiore la data 1816, fiancheggiata da un diamante con due punti ed una foglia di tulipano per ciascun lato. 
La parte centrale del sigillo, ossia l'immagine vera e propria, è caratterizzata da due alberi a sinistra, tre colline sullo sfondo centrale, un sole quasi pieno che fa capolino tra la prima e la seconda collina e che irradia quattordici raggi, alternati tra brevi e lunghi. A destra, molto più accentuati rispetto agli altri, vi sono due alberi di sicomoro, con un taglialegna che indossa un cappello e che sta tagliando con una scure l'albero più vicino a sé, che infatti reca una tacca. 
In primo piano vi è bisonte americano che sta saltando un tronco.
Per terra vi sono dei germogli di erba sia nella zona del tronco che in quella degli alberi. 
Per quanto riguarda i simboli presenti nel sigillo, le colline rappresentano i monti Allegani, il sole è simbolo del futuro, il boscaiolo rappresenta la civiltà che soggioga la natura selvaggia, mentre il bufalo rappresenta sempre la natura selvaggia in fuga verso ovest, cioè che si allontana dalla civiltà.